# Caleta Polizzi
Die Caleta Polizzi (spanisch, in Argentinien Caleta Pereyra) ist eine Bucht an der Danco-Küste des Grahamlands auf der Antarktischen Halbinsel. Sie liegt am Kopfende der Charlotte Bay.
Chilenische Wissenschaftler benannten sie nach Leutnant Marcelo Polizzi Muñoz, hydrographischer Offizier bei der 21. Chilenischen Antarktisexpedition (1966–1967). Der Namensgeber der argentinischen Benennung ist nicht überliefert.